# Oficina de Coordinación de Defensa Planetaria
La Oficina de Coordinación de Defensa Planetaria (PDCO, en sus siglas en inglés) es una entidad de defensa planetaria establecida dentro de la División de Ciencias Planetarias de la Dirección de Misiones Científicas de NASA.
Su objetivo es buscar y catalogar objetos cercanos a la Tierra como cometas y asteroides, al igual que objetos potencialmente peligrosos que podría entrar en curso de colisión con la Tierra.
Además, esta entidad ayuda al gobierno de Estados Unidos a prepararse ante un evento de impacto potencial -y coordinar los esfuerzos para mitigar y desviar amenazas potenciales, si son detectadas-.

## Historia
En 2005, el Congreso de Estados Unidos aprobó la Ley de Autorización de NASA, que, solicitó a la agencia espacial hallar y catalogar al menos el 90% de todos los objetos cercanos a la Tierra de 140 metros o más, para 2020. Sin embargo, este objetivo no se estaba cumpliendo con el Programa de Observación de Objetos Cercano a la Tierra, como lo señaló un informe de 2014 de la Oficina del Inspector General de NASA.
En junio de 2015, NASA y la Administración Nacional de Seguridad Nuclear (NNSA) del Departamento de Energía de Estados Unidos, que habían estudiado eventos de impacto individualmente, firmaron un acuerdo de cooperación.
En enero de 2016, NASA anunció y oficializó el establecimiento de la Oficina de Coordinación de Defensa Planetaria (PDCO), siendo dirigida por Lindley Johnson, como Oficial de Defensa Planetaria.
Esta nueva organización recibió el trabajo de catalogar y rastrear objetos próximos a la Tierra (NEO) potencialmente peligrosos, como cometas y asteroides, de más de 30 a 50 metros de diámetro y coordinar una respuesta eficaz a la amenaza y un esfuerzo de mitigación.
La PDCO ha sido parte de varias misiones claves de NASA, como OSIRIS-REx, NEOWISE y DART.
Para NEOWISE, NASA trabajó con el Laboratorio de Propulsión a Chorro (JPL) para investigar varios escenarios de amenazas de impacto, de modo de aprender el mejor enfoque a la amenaza de una colisión. 
Esta oficina continuará utilizando al telescopio NEOWISE para la detección de cualquier objeto potencialmente peligroso.
La misión Prueba de redirección de asteroide binario (DART) es un proyecto conjunto entre NASA y el Laboratorio de Física Aplicada de la Universidad Johns Hopkins, siendo la primera misión de defensa planetaria de la agencia espacial.
La nave se lanzó el 24 de noviembre de 2021, con el objetivo de modificar la órbita del asteroide-luna Dimorphos. DART impactó con el asteroide el 26 de septiembre de 2022, cumpliendo exitosamente su objetivo.

## En la cultura popular
La película Don't Look Up trata de la aparición de un cometa "mata-planetas", en el que el actor Rob Morgan interpreta al Dr. Clayton "Teddy" Oglethorpe, jefe de la Oficina de Coordinación de Defensa Planetaria de NASA, en la ficción.
Lindley Johnson, jefe de PDCO, examinó un borrador inicial del guion de la película por dos años, previo al estreno del filme en 2021.